# Ricardo Lamote de Grignon y Ribas

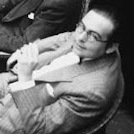
Ricardo Lamote de Grignon y Ribas

Ricardo Lamote de Grignon y Ribas (Barcelona, 23 september 1889 - Barcelona, 5 februari 1962) was een Spaans componist en dirigent. Hij is de zoon van de componist Joan Lamote de Grignon y Bocquet (1872-1949).

## Levensloop
De eerste muzieklessen kreeg Lamote de Grignon y Ribas van zijn vader Joan Lamote de Grignon y Bocquet, een bekend componist en dirigent. Zijn muzikale opleiding voltooide hij aan het Conservatorio Superior de Música del Liceo en aan de Associacio Musical Granados Marshall - Academia Marshall (AMGM), beide in Barcelona.
Op 20-jarige leeftijd werd hij cellist in het Orquesta Sinfónica de Barcelona en in het Orquesta del Gran Teatro del Liceo. In 1930 werd hij dirigent van het Orquesta Sinfónica de Gerona en twee jaren later werd hij assistent-dirigent van de Banda Municipal de Barcelona.
Zijn eerst compositie was een collectie van stukken voor piano, getiteld Engrunes.
De Spaanse burgeroorlog dwong hem naar Valencia te gaan, waar hij assistent-dirigent van de orkesten van zijn vader werd. Nadat hij teruggekomen was naar Barcelona werkte hij voornamelijk als componist en kreeg een aantal opdrachten voor de film en radioprogramma's. In 1957 was hij samen met zijn goede vriend Eduardo Toldrà dirigent van het Orquesta Municipal de Barcelona.
Voor zijn werken kreeg hij verschillende prijzen en onderscheidingen, zoals de Juli Garreta prijs in 1938 voor Facècia, voor Enigmes de Premio Ciutat de Barcelona in 1950, en de Premio Santa Llúcia en in 1957 de prijs Juventudes Musicales voor Tocata

## Composities

### Werken voor orkest
- 1936 Facècia, symfonisch gedicht
- 1936 Dos Petits Poemes, symfonisch gedicht
- 1936 Cartell Simfònic
- 1950 Simfonia Catalana
- Concierto Mágico
- El Càntic dels Càntics
- Enigmes, symfonisch gedicht
- Monocromies, voor strijkorkest
  1. Allegro Cantabile
  2. Lento
  3. Allegro Vivace, Molto Ritmic
- Tres Sonates del Pare Soler
- Triptico de la Piel de Toro, voor piano en orkest

### Werken voor banda (harmonieorkest)
- Fantasia - Sobre motivos de varias obras del Maestro José Serrano Simeón

### Muziektheater

#### Opera's
| Voltooid in | titel                                                     | aktes    | première        | libretto                          |
| ----------- | --------------------------------------------------------- | -------- | --------------- | --------------------------------- |
| 1933        | Le petit chaperon vert                                    |          |                 | Marià Camí                        |
| 1934        | La Flor                                                   |          | 1934            | Ricardo Lamote de Grignon y Ribas |
| 1935        | Màgia                                                     | 7 scènes | 1952, Barcelona | Ricardo Lamote de Grignon y Ribas |
| 1939        | La caperucita verde, ook bekend als: La cabeza del Dragón | 3 aktes  | 1959, Barcelona | Ramón María del Valle-Inclán      |

#### Balletten
| Voltooid in | titel        | aktes   | première                         | libretto | choreografie |
| ----------- | ------------ | ------- | -------------------------------- | -------- | ------------ |
| 1929        | Somnis       | 1 akte  |                                  |          |              |
| 1930        | El rusc      | 3 aktes | Barcelona, Gran Teatro del Liceo |          |              |
| 1930        | Un prat      |         |                                  |          |              |
| 1936        | Divertimento |         | 1999, Barcelona (concertant)     |          |              |

### Werken voor koor
- Romance del Caballero

### Vocale muziek met orkest of instrumenten
- A afrodita, voor zang en piano
- A l'amic, voor alt (of bas) en piano
- A les muses i a Apolló, voor zang en piano
- A Zeus, voor zang en piano
- Ai, sereni, voor mezzosopraan (of bariton) en piano
- Balad dels tres fadrins, voor mezzosopraan en piano
- Canco de la francisqueta, voor mezzosopraan en piano
- Canco de traginer, voor mezzosopraan en piano
- Canco del capvespre, voor mezzosopraan en piano
- Plugeta lleu, voor alt (of bas) en piano
- Vent del Montseny, voor zang en piano

### Kamermuziek
- 1944 Goya, 6 unpleasant pieces for 10 players
- 1944 Miniatura No. 1, voor fluittrio (ook voor twee hobo's en althobo)
- 1944 Miniatura No. 2, voor fluittrio
- 1944 Miniatura No. 3, voor fluittrio
- 1944 Miniatura No. 4, voor fluittrio (ook voor klarinettrio of twee hobo's en althobo)
- 1944 Miniatura No. 5, voor klarinettrio (ook voor twee hobo's en althobo)
- 1944 Miniatura No. 6, voor klarinettrio (ook voor twee hobo's en althobo)
- 1944 Miniatura No. 7, voor fagotduo
- 1944 Miniatura No. 8, voor fagotduo
- 1944 Miniatura No. 13, voor althobo en drie fagotten
- 1944 Miniatura No. 14, voor twee hobo's, althobo en twee fagotten
- 1944 Miniatura No. 15, voor klarinettrio
- 1944 Miniatura No. 16, voor klarinettrio
- 1944 Tocata, voor fluit
- Scherzino, voor altviool en piano
- Theme and Short Variations, voor contrabas en piano
- Melodia, voor contrabas en piano
- Impromptu, voor cello en piano
- Bagatelles de final de segle, voor cello en piano

### Werken voor piano
- Bailes
- El Escarabajo
- Engrunes, verzameling van stukken voor piano
- Imatges
  1. Waltz
  2. Minuet
  3. Allegretto - (opgedragen aan: Manuel Vázquez Díaz)
  4. El convent dels peixos
  5. Cucufate
  6. Epifania (Epiphany), voor piano vierhandig
- Recordant